# Maisoncelles-en-Gâtinais
Maisoncelles-en-Gâtinais is een gemeente in het Franse departement Seine-et-Marne (regio Île-de-France) en telt 112 inwoners (1999). De plaats maakt deel uit van het arrondissement Fontainebleau.

## Geografie
De oppervlakte van Maisoncelles-en-Gâtinais bedraagt 8,9 km², de bevolkingsdichtheid is 12,6 inwoners per km².
De onderstaande kaart toont de ligging van Maisoncelles-en-Gâtinais met de belangrijkste infrastructuur en aangrenzende gemeenten.

## Demografie
Onderstaande figuur toont het verloop van het inwonertal (bron: INSEE-tellingen).